# Тафреш
Тафреш (перс. تفرش, Tafreš) — місто і столиця шагрестану Тафреш, в остані Марказі, Іран. За даними перепису 2016 року населення міста складає 16 493 осіб. Мешканці розмовляють перською мовою.
Тафреш розташований серед високих гір на відстані 222 км на південний захід від Тегерану.
Місто Тафреш розташовано на висоті 1912 метрів над рівнем моря. Клімат континентальний та напівсухий із щорічною кількістю опадів 270 мм.
Попри невеликі розміри, Тафреш відомий в Ірані, як колиска науки, літератури, культури та мистецтв, а також землею гір і рівнин, джерел та водоспадів.

## Історія
Тафреш, який в історичних джерелах також називають Табресом, вважається одним із найдавніших регіонів нинішньої остани Марказі і був оплотом зороастризму в давнину. Відомий генерал Деларам Тефрешський воював на захисті держави Сасанідів під час поширення ісламу і дав назву селу Деларам поблизу міста Тафреш. Сьогодні село також називають Тераран.
У Тафреші є півсотні історичних монументів, які занесені до національної спадщини Ірану. Сюди входять руїни зороастрийських культових місць та місця поховань (так звані дахме) у місті та навколо нього, особливо на вершинах навколишніх гір та пагорбів. У сусідніх селах також є залишки зороастрийських дахм.
Батько перського поета Нізамі Гянджеві народився у Тафреші.

## Освіта та культура

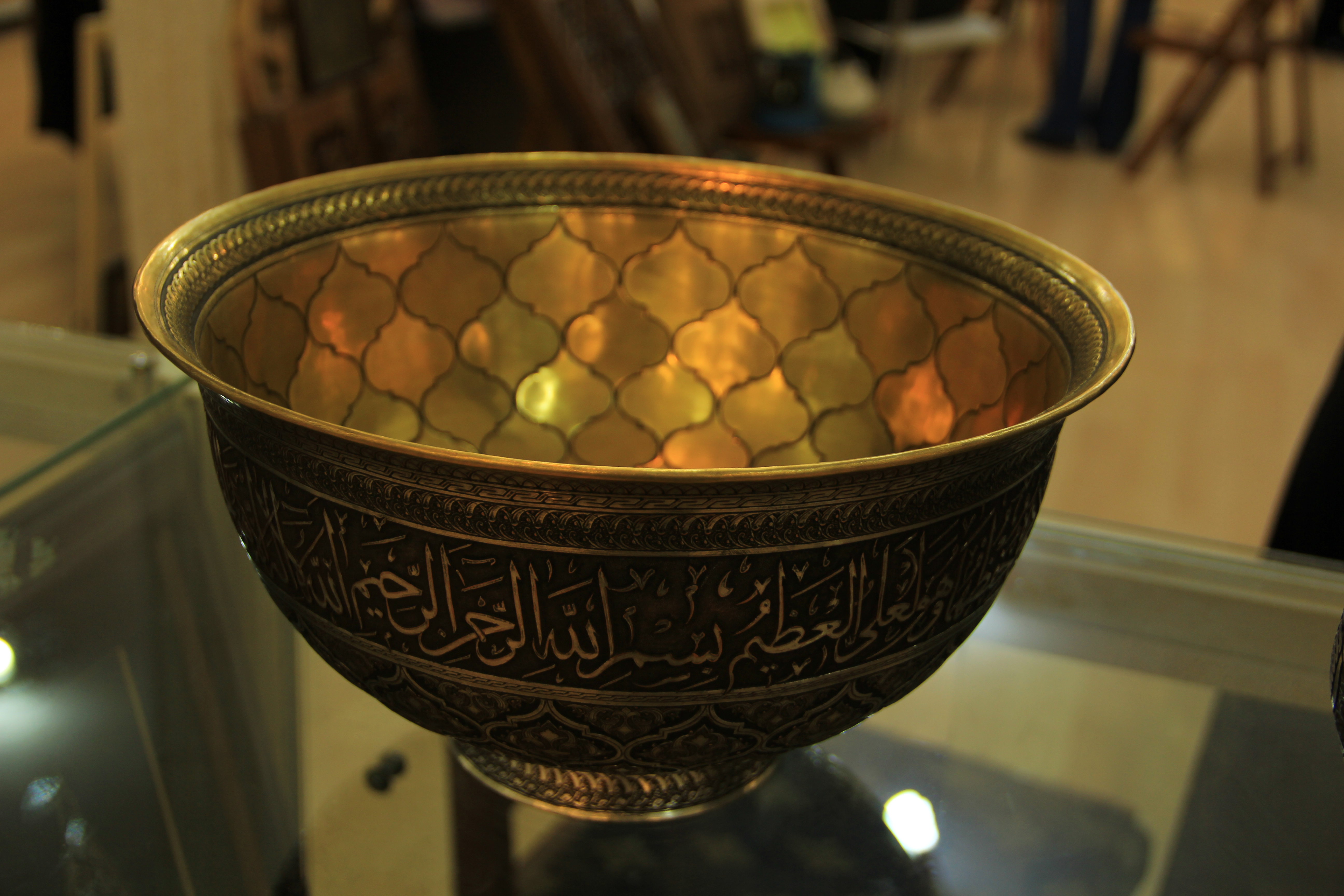
Тафреш відомий своєю художньою обробкою металу

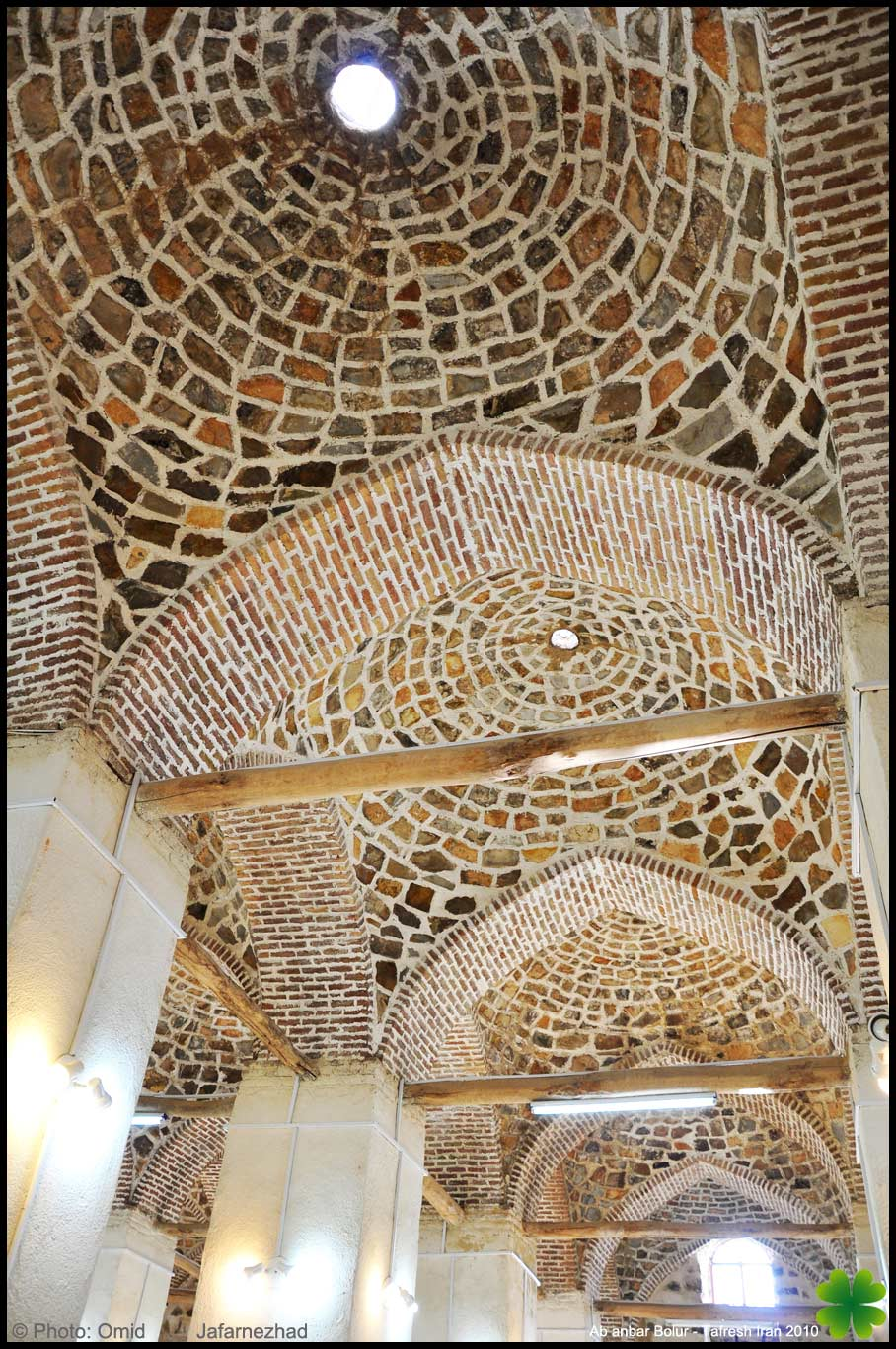
Стеля всередині резервуару питної води Сардоба в Тефреші.

Тафреш дав Ірану багато визначних діячів: поетів, міністрів, державних діячів, вчених та майстрів каліграфії, особливо в часи Каджарів та пізніше. Каджарські державні діячі Амір-Кабір та Мірза Абуль Касім Фарахані були родом з шагрестану Тафреш.
До відомих вчених з Тафреша належать Махмуд Хессабі, батько сучасної фізики в Ірані, Ахмад Парса, батько іранської ботаніки, Аббас Сахаб, батько картографії в Ірані, Мохаммад Харіб, батько іранської педіатрії, та Абдель-Карім Харіб, батько геології в Ірані.
З цієї причини Тафреш отримав прізвисько «Місто іранських батьків» (Shahr-e pedarān-e Irān). Місто зберегло позицію важливого іранського науково-літературного центру у 21-му столітті завдяки своїм сучасним університетам.
Село Деларам, населення якого сьогодні налічує близько 250 осіб, відоме як «Село лікарів» (Dehkade-ye pezeshkān), оскільки воно дало понад 175 лікарів.

## Традиційні ремесла
Тафреш відомий традиційним плетінням килимів та художньою обробкою металу. Килими з Тафрешу мають хамаданський тип, але якість краща, ніж в середньому продукція в цьому регіоні.

## Університети
У місті Тафреш розташовані три університети:
- Університет Тафрешу[en] (колишня філія Технологічний університет імені Аміра Кабіра[en]).
- Ісламський університет Азад, філія у Тафреші.
- Університет Пайаме Нур[en], філія у Тафреші.